# GSC3543-566
GSC3543-566 — хімічно пекулярна зоря спектрального класу A5, що має видиму зоряну величину в смузі V приблизно 10,5.